# كور هيمرز
كورنيليوس «كور» هيمرز (بالإنجليزية: Cornelius "Cor" Hemmers؛ مواليد 24 أغسطس 1954) هو مدرب كيك بوكسينغ هولندي مرتبط بصالة المجد الذهبي الرياضية في بريدا بهولندا.

## وصلات خارجية
- كور هيمرز  على فيسبوك.
- كور هيمرز  على فيسبوك.